# Charade (canção)
"Charade" é uma canção dos Bee Gees lançada como single em 1974. É uma balada leve, com um marcante solo de clarinete de Phil Bonder. É considerada uma das melhores canções do álbum Mr. Natural, embora só tenha chegado ao top 10 no Chile. 

## Faixas
| 7" (Polydor 2090 136) |                            |         |  |
| N.º                   | Título                     | Duração |  |
| 1.                    | "Charade [Single Version]" | 3:04    |  |
| 2.                    | "Heavy Breathing"          | 3:26    |  |
| Duração total:        | Duração total:             | 6:30    |  |

## Posições nas paradas
| Parada                                                   | Posição |
| -------------------------------------------------------- | ------- |
| Canadá (RPM Adult Contemporary)                          | 32      |
| Chile Top 100                                            | 7       |
| Estados Unidos (Billboard Hot Adult Contemporary Tracks) | 31      |